# Medal Pamiątkowy Bośniacko-Hercegowiński
Medal Pamiątkowy Bośniacko-Hercegowiński (niem. Bosnisch-Hercegovinische Erinnerungsmedaille, węg. Bosznia-Hercegovinai Emlékérem) – austro-węgierskie odznaczenie o charakterze pamiątkowym, ustanowione 30 sierpnia 1909 przez cesarza Franciszka Józefa I z okazji aneksji Bośni i Hercegowiny i przeznaczone dla jej uczestników.
Odznakę odznaczenia stanowił złocony brązowy medal o średnicy 36 mm. Na awersie umieszczono profil głowy cesarza otoczony napisem „FRANC•IOS•I•D•G•IMP•AVSTR•REX BOH•ETC•ET AP•REX HVNG” (Franciszek Józef z Łaski Bożej Cesarz Austrii, Król Czech i innych i Apostolski Król Węgier). Na rewersie w centrum ukoronowany dawny herb Bośni (ramię zbrojne w zakrzywioną szablę), położony na przyciętym drzewie i napisy „DIE V•OCT•MCMVIII•IN•MEMORIAM” (na pamiątkę dnia 5 października 1908). Wstążka była czerwono-żółta, wiązana w trójkąt o boku 40 mm.
Ogółem nadano wg jednych źródeł 1315 medali, a według innych nawet 2800.